# ローラン＝マリー＝ジョセフ・アンベール
ローラン＝マリー＝ジョセフ・アンベール（仏語：Laurent-Marie-Joseph Imbert, 韓国語：범세형、1796年3月23日-1839年9月21日）は、19世紀前半に中国及び朝鮮で布教したパリ外国宣教会のカトリック聖職者。朝鮮で秘密裏に布教している時に逮捕され、殉教した。祝日は、9月20日（旧6月10日）。

## 生涯
アンベールはフランスのマリニャーヌで生まれた。彼は1818年にパリ外国宣教会の神学校で学んだ。1819年12月18日に司祭に叙階され、1820年に中国へ宣教師として派遣された。
1821年4月から1822年1月までマラヤのペナンにある大神学校で教鞭を執った。
1821年、シャム使徒座代理のエスプリ・マリー＝ジョセフ・フロランは、彼にシンガポールを訪れるように要求した。司教はシンガポールに伝道所を開こうと考えていたが、そのことに緊急性があるか、あるいは島の状況がどうなっているかについて、はっきりしなかったため、アンベールが状況の調査に行った。同年12月11日にシンガポールに達し、そこで1週間ほど過ごした。アンベールは、シンガポールで最初にミサを捧げた司祭である可能性がある。
1822年、彼はマカオに向けて出航したが、直接そこに行くことが出来ず、彼はフランス領インドシナのトンキンで2年間を過ごした。
中国では、彼は四川省で12年間滞在し、宝興県(Moupin)に神学校を設立した。

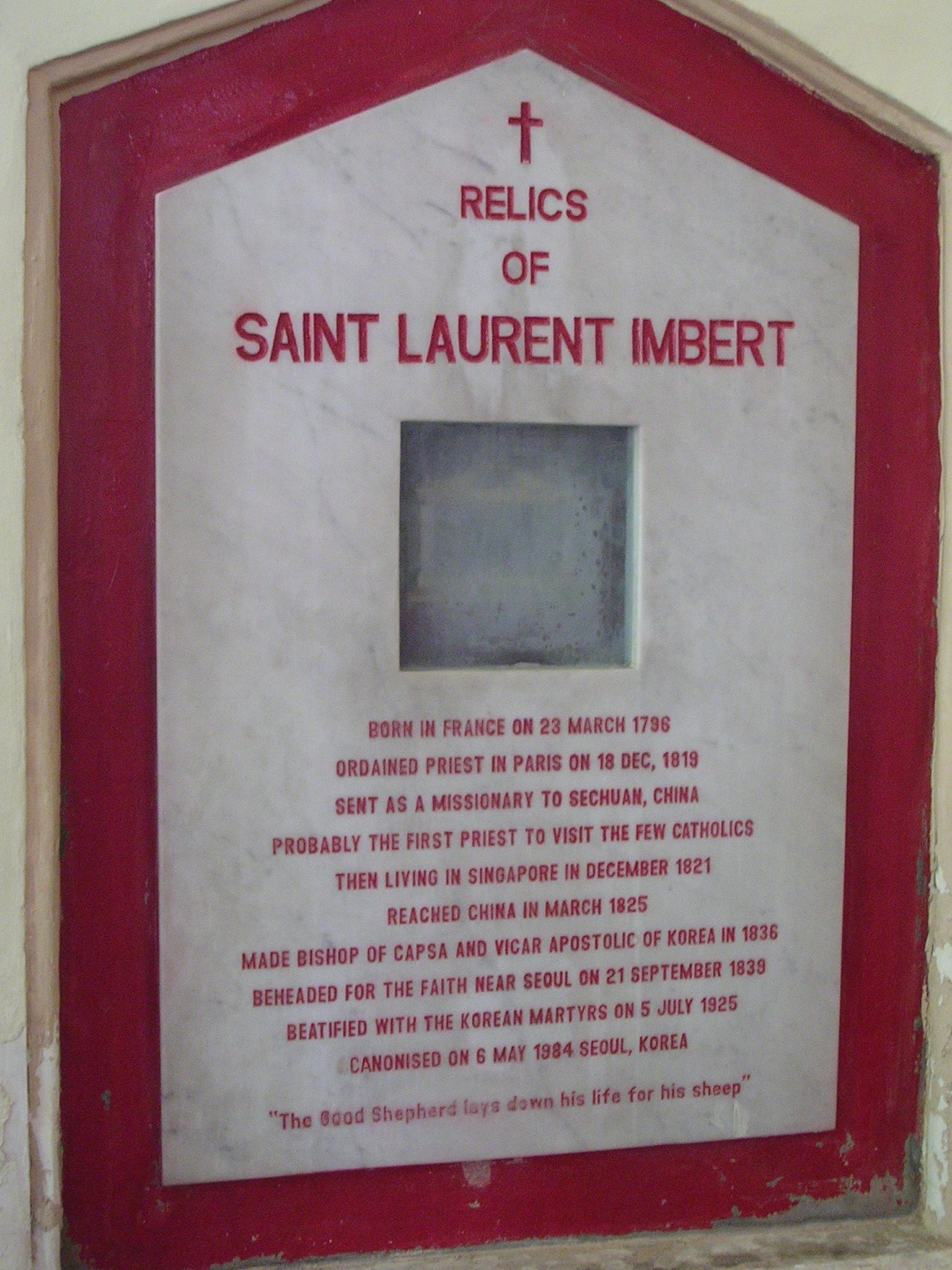
シンガポールの善き羊飼い大聖堂にあるローラン=マリー=ジョセフ・アンベールの聖遺物

1836年4月26日に、彼は朝鮮の使徒座代理及びカプサ(Capsa)の名義司教に指名された。1837年5月14日、彼はカプサの名義司教に聖別され、同年に中国の満洲から密かに朝鮮に渡った。この間、朝鮮ではキリスト教迫害の最中にあった。
1839年8月10日、密かに布教活動をしていたアンベール司教は、裏切りにあった。逮捕されて殺されるのが、時間の問題であることを悟ると、彼はミサを捧げ、待っていた人に自ら投降した。彼はソウルに連れて行かれ、外国人宣教師の所在を明らかにするための拷問を受けた。全外国人宣教師が隠れ家から出てきた場合、彼の改宗者が助かることを信じ、彼は仲間の宣教師のピエール=フィリベール・モーバン神父とジャック＝オノレ・シャスタン神父にメモを書いて、同様に朝鮮当局に降伏することを求めた。
彼ら3人は一緒に投獄された。彼等は尋問者の前に連行され、改宗者の名前とその所在を明らかにするよう3日間の尋問を受けた。拷問にも屈しなかったので、彼らは別の牢獄に送られ、朝鮮のセナムトで1839年9月21日に斬首された。彼等の遺体は数日間晒されて、最終的にノゴ（老姑）山に埋葬された(己亥迫害)。
三人の殉教者は、1925年に列福された朝鮮79人殉教者の中に入っており、1984年5月6日にソウルで教皇ヨハネ・パウロ2世によって列聖された103人殉教者の中に含まれていた。